# ГЕС Кінгуеле
ГЕС Кінгуеле – гідроелектростанція у Габоні, перша в історії гідроенергетики країни. Знаходячись нижче від ГЕС Тхімбеле, становить нижній ступінь в каскаді на Мбе (правий виток річки Комо, що впадає в Гвінейську затоку формуючи естуарій Габон, на північному березі якого розташована столиця країни Лібревіль).
Для спорудження ГЕС Кінгуеле обрали нижній із двох однойменних водоспадів, який має висоту 45 метрів. Перед ним річку перегородили невеликою греблею висотою 9 метрів та довжиною 150 метрів, котра не створює значного сховища, а просто відводить ресурс для роботи станції. Через водовід довжиною 334 метри та діаметром 2,2 метри ресурс подається до машинного залу, розташованого на 80 метрів нижче від греблі. В 1973 році тут запустили в роботу дві турбіни потужністю по 9,7 МВт, до яких пізніше додали третю, що довело загальну потужність до 57,6 МВт. 
Під час будівництва станції витратили 20 тисяч м3 бетону.
Видача продукції відбувається по ЛЕП до Лібревіля довжиною 110 км, що працює під напругою 90 кВ.
Можливо відзначити, що у 2017 році державний габонський інвестиційний фонд FGIS, так само державана енергетична корпорація SEEG та французька приватна компанія Meridiam підписали меморандум щодо будівництва нової ГЕС Кінгуеле-Аваль потужністю до 60 МВт на верхньому із водоспадів Кінгуеле (висота падіння – 35 метрів).